# سياسة التلقيح

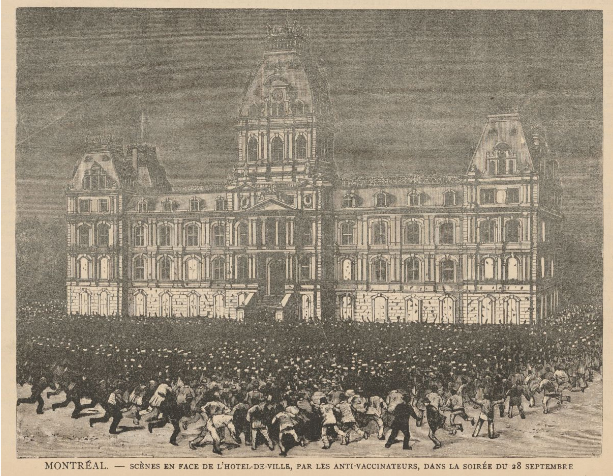

يشير مصطلح سياسة التلقيح إلى سياسة صحة تتبناها الحكومة فيما يتعلق بتلقيح الشعب. تطورت سياسات التلقيح على مدى ما يقارب القرنين منذ اختراع اللقاح بغاية استئصال المرض أو إنتاج مناعة قطيع في الكثافة السكانية التي تطمح الحكومة إلى حمايتها.
تكون اللجنة الاستشارية للتلقيح في كل دولة مسؤولة عادةً عن تأمين المعلومات للحكومة التي اعتادت أن تتخذ القرارات بالاستناد إلى الدلائل فيما يخص التلقيح وسياسة التمنيع. يُعد التلقيح اختياريًا في بعض البلدان وإلزاميًا في دول أخرى، تشعل سياسات التلقيح الإلزامية فتيل المعارضة. تدفع بعض الحكومات كل أو جزء من تكاليف التلقيح وفقًا لبرنامج تلقيح وطني. أظهر تحليل الكلفة-المنفعة للتلقيح أن هناك حافز اقتصادي من تنفيذ سياسات التلقيح كونه قد ينقذ عددًا هائلًا من الأرواح ويدّخر كمًا هائلًا من التكاليف.

## أهدافها

### التمنيع ومناعة القطيع
تهدف سياسات التلقيح إلى إنتاج مناعة تجاه الأمراض القابلة للوقاية. وتهدف بعض سياسات التلقيح إلى جانب حماية الأفراد من المرض، إلى إكساب المجتمع ككل مناعة القطيع. يشير اصطلاح مناعة القطيع إلى فكرة كون العامل الممرض سيتعرقل انتشاره عندما يتمنّع كم معتبر من السكان تجاهه. يحمي هذا الأمر الأفراد غير القادرين على تلقي اللقاح بسبب حالتهم الصحية، مثل أمراض واعتلالات المناعة. من ناحية أخرى، من أجل تفعيل مناعة القطيع بين مجموعة سكانية ما، يتوجب على غالبية الأفراد القادرين على تلقي اللقاح أن يتلقوا اللقاح.
تُعد متطلبات التلقيح المحلية والدولية من أجل الرعاية اليومية والدخول إلى المدرسة، أدوات ضرورية من أجل الحفاظ على معدلات مرتفعة من تغطية عملية التلقيح، وبالمقابل، مستويات أخفض من الأمراض القابلة للوقاية باللقاح.
تبقى الأمراض التي يمكن الوقاية منها باللقاح سببًا رئيسًا للمواتة بين الأطفال بما يقدر بـ 3 ملايين وفية سنويًا. يمنع اللقاح سنويًا بين 2 إلى 3 ملايين حالة وفاة حول العالم، وبكل الفئات العمرية، بالنسبة لجملة من الأمراض كالخناق والكزاز والسعال الديكي والحصبة.

### استئصال الأمراض
يكمن الهدف من التلقيح في إزالة المرض كليًا ببعض اللقاحات، بحيث يزول المرض عن وجه الكرة الأرضية بالوقت ذاته. ضافرت منظمة الصحة العالمية الجهود للقضاء على الجدري حول العالم من خلال اللقاح، سُجلت آخر الإصابات بالجدري في الصومال سنة 1977. أزيل وباء الحصبة والنكاف والحصبة الألمانية من خلال التلقيح في فلندا. وضعت منظمة الصحة العالمية هدفُا باستئصال فيروس شلل الأطفال مع حلول عام 2018.

### أهداف الأفراد مقابل أهداف المجتمع
يميل الأفراد العاقلون إلى تقليل خطر الإصابة بالمرض، ويسعون إلى تلقيهم وأفراد عائلتهم للقاح في حال أدركوا وجود خطر كبير بالإصابة بالمرض بالمقارنة مع الخطر المرفق بالتلقيح. من ناحية أخرى، إذا نجح نظام التلقيح في الحد من خطر الإصابة بالمرض، قد يخفض الأمر خطر الإصابة بالمرض بشكل كافٍ بحيث تكون إستراتيجية الشخص المثلى تكمن في تشجيع الجميع باستثناء أفراد عائلتهم، أن يتلقوا اللقاح، أو على نحو أعم، رفض التلقيح عند وصول معدلات التلقيح إلى مستوى معين، حتى لو كان هذا المستوى أدنى من المستوى الأمثل للمجتمع. على سبيل المثال، وجدت دراسة منشورة سنة 2003 أن هجمات الإرهاب الحيوي باستخدام فيروس الجدري قد ينتج عنها حالات يكون فيها اللقاح الاختياري أو الطوعي لا يصل بالضرورة إلى المستويات المثلى للولايات المتحدة الأمريكية ككل، ووجدت دراسة أجريت في عام 2007 أنه لا يمكن منع انتشار أو تفشي أوبئة الإنفلونزا الشديدة فقط من خلال سياسة التلقيح الاختيارية، دونما تقديم حوافز معينة.
تسمح الحكومات في معظم الأحيان بإعفاء من التلقيح الإلزامي لأسباب دينية أو فلسفية، إلا أن تناقص معدلات التلقيح قد يؤدي بدوره إلى خسارة مناعة القطيع، مما يزيد من المخاطر بشكل كبير حتى على الأفراد الذين تلقوا اللقاح. من ناحية أخرى، تثير سياسات التلقيح الإلزامية ظهور معضلات أخلاقية فيما يخص حقوق الوالدين والموافقة المستنيرة.

## التلقيح الإلزامي
أسست العديد من الحكومات والمؤسسات الأخرى سياسات تتطلب تلقيح، بغاية الحد من خطر الإصابة بالمرض. على سبيل المثال، تطلب القانون الصادر عام 1853 تلقيحًا شاملًا تجاه فيروس الجدري في إنكلترا وويلز، مع فرض الضرائب على الناس الذين لم يمتثلوا له. في الولايات المتحدة الأمريكية، حكمت المحكمة العليا في قضية «جاكوبسون ضد ماساتشوستس» عام 1905، أن للولايات السلطة بفرض التلقيح ضد الجدري خلال الوباء به. تطالب جميع الولايات الخمسين في الولايات المتحدة الأمريكية بتلقيح جميع الأطفال ضد الجدري كي يستطيعوا الالتحاق بالمدارس العامة، على الرغم من أن 47 ولاية قد خصصت حالات إعفاء من هذه السياسة على أساس معتقدات دينية أو فلسفية. عادةً ما يُعد التلقيح المكره أو القسري (مثل فرض الغرامات أو الحرمان من خدمات معينة في حال عدم الامتثال إليه) نادرًا ويحدث فقط كإجراء طارئ خلال تفشي المرض. تتبع دول قليلة أخرى هذه الممارسة أيضًا.
يقلل التلقيح الإلزامي بشكل كبير من حالات الإصابة بالأمراض التي جرى التلقيح تجاهها. أثارت هذه السياسات معارضة العديد من المجموعات الذين أطلق عليهم مجتمعين برافضي اللقاح، الذين اعترضوا على اللقاح بناءً على أسس أخلاقية وسلامة طبية ودينية بالإضافة إلى أسباب أخرى. يمكن لأسباب أخرى تضم التباين الاجتماعي والاقتصادي وأن يكونوا أقلية عرقية، أن يمنع الوصول المنطقي أو تلقي اللقاح.
تتضمن الاعتراضات الشائعة حجة كون من واجب الحكومات ألا تنتهك حرية الأفراد باتخاذ القرارات الصحية لأنفسهم أو لأبنائهم، أو الادعاءات بكون التلقيح بحد ذاته عامل خطر. تسمح العديد من سياسات التلقيح الحديثة بإعفاء الأفراد ذوي الأجهزة المناعية المضعفة أو عند وجود حساسية تجاه مكونات اللقاح أو اعتراضات أخرى شديدة التحيز. ودار جدل حول قدرة اللقاح على منع المرض بشكل فعال، إذ لا يتوجب وجود لقاحات متاحة وجماعات عازمة على تلقي اللقاح فحسب، بل بالإضافة إلى ذلك وجود قدرة كافية لرفض اللقاح على أساس المعتقدات الشخصية.
في عام 1904 في مدينة ريو جي جانيرو في البرازيل، وباتباع برنامج تجديد حضري شرد العديد من الفقراء، أثار برنامج التلقيح الإلزامي تجاه فيروس الجدري تمردًا على اللقاح في أيام عدّة من الشغب مع إحداث أضرار جسيمة بالممتلكات بالإضافة إلى عدد من القتلى.